# Понятовка (станция)
 Понято́вка — станция (населённый пункт) в Шумячском районе Смоленской области России. Административный центр Понятовского сельского поселения.
Населённый пункт расположен в юго-западной части области в 6 км к югу от Шумячей, в 3 км южнее автодороги (А130 Москва — Варшава («Старая Польская» или «Варшавка»), в 6 км к востоку от границы с Республикой Беларусь.
Население — 571 житель (2007 год). 
Железнодорожная станция на железнодорожной линии Рославль I — Кричев I.

## Достопримечательности
- Обелиск воинам 21-й кавалерийской дивизии генерала Якуба Кулиева, погибших в 1941 году в борьбе с немецко-фашистскими захватчиками.
- Памятное место, где 14 февраля 1942 года партизанами 5-й Ворговской бригады был разгромлен крупный гарнизон гитлеровцев.